# クリス・レイファート
クリス・レイファート（Chris Reifert、1968年2月23日 - ）は、アメリカのデスメタルミュージシャンである。

## 来歴
レイファートには、地元のラジオ局でDJをしていた友人がいた。そのラジオ局は「デスの新メンバー募集」といった感じのミュージシャン募集の広告を出していた。彼は広告が放送される前にそのことを耳にした。彼はデスのファンで、すでにデモ音源を集めていたため、当初は自分が知っているデスと同じバンドなのか疑っていた。レイファートはその広告に応募し、チャック・シュルディナーと共に音楽を作り始めた。レイファートはこの広告に応募し、シュルディナーと共に音楽制作を始めた。ライファートはデスのデビューアルバム『スクリーム・ブラッディ・ゴア』でドラムを担当した。1987年にチャック・シュルディナーと袂を分かった後も、レイファートはサンフランシスコ・ベイエリアに留まることを選択、1987年にオートプシーを結成した。彼は自身のバンドでドラムだけでなくボーカルも担当していた。何人かの友人にボーカルを頼んだ後、必要に迫られて歌い始めたという。最初はカトラーとレイファートがボーカルを分担していたが、やがてカトラーがそれに飽きてしまい、レイファートがリードボーカルを担当することになった。彼は歌とドラムを「ワークアウト」と表現する。数枚のアルバムをリリースした後、オートプシーは1995年に解散し、バンドメイトのダニー・コラレスはサイドプロジェクトであるアブセスでフルタイムで演奏するようになった。2010年のアブセス解散後、オートプシーは再結成された。
クリス・ライファートは、ザ・レイヴナス、ドゥームド、イート・マイ・フク、ヴァイオレーション・ウーンドなど、数々のサイドプロジェクトでも知られている。マチェタゾのアルバム『Sinfonias del Terror Ciego』や、ザ・オートプシーにインスパイアされたマーダー・スクワッドのアルバム『Ravenous, Murderous』にゲストボーカルとして参加しているほか、イモータル・フェイト、ニュークリア・デス、そしてカテドラルのラストアルバム『ザ・ラスト・スパイア』収録の「Cathedral of the Damned」にもゲスト参加している。

## 芸術性と影響
レイファートはデス・ドゥーム・フュージョンの先駆者である。彼の音楽はドゥームメタルというよりデスメタルに近いものの、この2つのスタイルを融合させた最初のミュージシャンの一人として知られている。オートプシーにおける彼のボーカルスタイルは、「膿を吐き出し、飲み込んだ嘔吐物のようなうなり声や呻き声」が特徴的である。彼はアルバムカバーアートでも知られており、インタビューでは、鋭いウィットと型破りなユーモアで知られています。
レイファートは初期に影響を与えたアーティストとして、スレイヤー、テロライザー、マスター、デス、ポゼスト、ブラック・サバス、ペンタグラム、キャンドルマス、ウィッチファインダー・ジェネラル、トラブル、セイント・ヴィタス、フランク・マリノ、ロビン・トロワー、クリーム、アリス・クーパーの名前を挙げている。

## バンド
- Burnt Offering – ドラム
- デス – ドラム
- オートプシー – ドラム, ボーカル, ベース
- アブセス – ドラム, ボーカル, ベース
- ザ・レイヴナス – ドラム, ギター, ボーカル
- Eat My Fuk – ドラム, ボーカル
- Doomed – ドラム
- Violation Wound – ギター, ボーカル
- Painted Doll – ドラム, ギター, ベース
- Static Abyss - ドラム, ボーカル

## ディスコグラフィ

### Burnt Offering
- Demo 1 (1985)
- Frightmare (1985)

### デス
- Mutilation demo (1986)
- Scream Bloody Gore (1987)

### オートプシー
- 1987 Demo (1987)
- Critical Madness (1988)
- Severed Survival (1989)
- Retribution for the Dead (1991)
- Mental Funeral (1991)
- Fiend for Blood (1992)
- Acts of the Unspeakable (1992)
- Shitfun (1995)
- Ridden with Disease (2000)
- Torn from the Grave (2001)
- Dead as Fuck (2004)
- Horrific Obsession (2009)
- The Tomb Within (2010)
- Macabre Eternal (2011)
- All Tomorrow's Funerals (2012)
- The Headless Ritual (2013)
- Tourniquets, Hacksaws & Graves (2014)
- Skull Grinder (2015)

### Doomed
- Haematomania (1991)
- Broken (1993)

### アブセス
- Abscess (1994)
- Raw, Sick, and Brutal Noize (1994)
- Crawled Up from the Sewer (1995)
- Filthy Fucking Freaks (1995)
- Urine Junkies (1995)
- Seminal Vampires and Maggot Men (1996)
- Open Wound (1998)
- Throbbing Black Werebeast (1998)
- Tormented (2000)
- Split with Deranged (2001)
- Split with Machetazo (2001)
- Through the Cracks of Death (2002)
- Thirst for Blood, Hunger for Flesh (2004)
- Damned and Mummified (2004)
- Split with Bloodred Bacteria (2005)
- Horrorhammer (2007)
- Split with Bonesaw (2008)
- Dawn of Inhumanity (2010)

### ザ・レイヴナス
- Assembled in Blasphemy (2000)
- Three on a Meathook (2002)
- Blood Delirium (2004)

### Eat My Fuk
- Wet Slit and a Bottle of Whiskey (2003)
- Fuk You, It's Eat My Fuk! (2009)

### Violation Wound
- Violation Wound (2014)
- Broken Idol/Elimination Time (2015)
- Open Up And Burn (2016)
- With Man In Charge (2018)

### Painted Doll
- Painted Doll (2018)
- How to Draw Fire (2020)

### Static Abyss
- Labyrinth Of Veins (2022)
- Aborted From Reality (2023)

### カテドラル
- The Last Spire (2013), backing vocals on track "Cathedral Of The Damned"

### ブラッドダス
- Grand Morbid Funeral (2014), backing vocals on track "Grand Morbid Funeral"

### Teitanblood
- Death (2014), vocals on track "Burning in Damnation Fires"

### Morbosidad
- Tortura (2014), vocals on track "Batalla de pecados"

## フィルモグラフィ
- オートプシー – Dark Crusades (2006)
- デス - Death by Metal (2016)